# Puerto Acosta

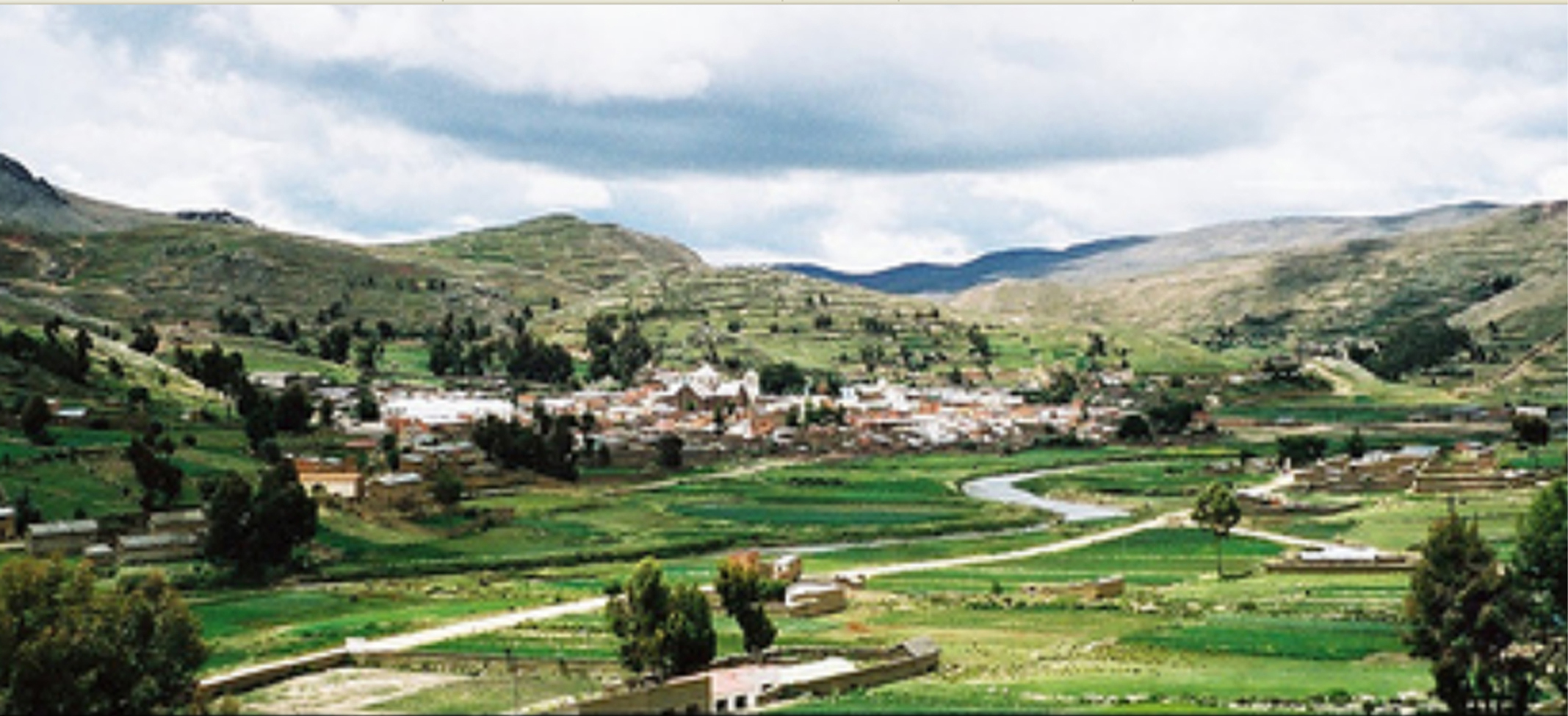
Puerto Acosta

Puerto Acosta är huvudstaden i den bolivianska provinsen Eliodoro Camacho i departementet La Paz.